# Shorewood (Minnesota)
Shorewood è una città degli Stati Uniti d'America, situata in Minnesota, nella Contea di Hennepin.